# Армагеддон (фільм, 1998)
«Армагеддо́н» (англ. Armageddon) — американський фантастичний фільм-катастрофа 1998 року режисера Майкла Бея, продюсера Джеррі Брукгаймера, що вийшов на студії Touchstone Pictures.
Сюжет оповідає про групу бурильників, які були підготовлені НАСА, щоб зупинити гігантський астероїд до його зіткнення із Землею. Головні ролі виконали: Брюс Вілліс, Бен Аффлек, Біллі Боб Торнтон, Лів Тайлер.
«Армагеддон» з'явився в кінотеатрах через два з половиною місяці після фільму з аналогічним сюжетом «Зіткнення з безоднею», в якому знімалися Роберт Дюваль і Морган Фрімен. «Армагеддон» зібрав більше грошей у прокаті, ставши найкасовішим фільмом 1998 року. Він отримав позитивні відгуки глядачів і набув статус культового, проте через наукові неточності був критично сприйнятий науковою спільнотою й отримав негативні відгуки професійних критиків.

## Сюжет
Фільм відкривається згадкою астероїда, що спричинив крейдове вимирання 65 млн років тому. Повторення тієї катастрофи — тільки питання часу.
Під час ремонту супутника на орбіті Землі американські астронавти гинуть через раптовий метеоритний дощ. Згодом метеорити падають на Нью-Йорк, руйнуючи частину міста. Спочатку в NASA і NORAD вважають, що це була терористична ракетна атака, та незабаром астроном-любитель, який служив у ВМС США, виявляє, що до Землі наближається гігантський астероїд, а метеорити були лише його уламками. Фахівці NASA з допомогою телескопа «Габбл» підтверджують це та вираховують, що до зіткнення з планетою лишається 18 днів; його діаметр близько 90 км — удесятеро більший за той, що знищив динозаврів; куди б він не впав, в результаті зіткнення все життя на планеті загине.
У NASA доктор Рональд Квінсі пропонує директору Дену Трумену використати проти астероїда атомну зброю. Знищити такий великий астероїд нею не можна прямим влучанням, тому Квінсі радить пробурити свердловину і підірвати бомбу на її дні. Тоді астероїд розколеться на два шматки, які пролетять повз Землю. Для цього споряджають всюдихід «Армадил», який розроблявся для польоту на Марс. Однак, для буріння потрібні фахівці, тож NASA звертаються до нафтовиків. На кандидатуру в астронавти розглядається Гаррі Стемпер, який живе на буровій платформі в Південно-Китайському морі разом з дочкою Грейс. В той час він саме посварився з її коханцем Ей Джеєм Фростом.
Стемпер погоджується допомогти, але за умови, що дочка вирушить з ним до США. Він невдоволений тим, що NASA викрали його патент на бур, а також критикує план зробити його вчителем для команди астронавтів. Гаррі наполягає, щоб до астероїда полетіли його товариші, з якими він давно добре спрацювався. Команда бурильників одразу бажає за свої послуги списання різних штрафів і задоволення своїх забаганок. Поки тривають інструктажі й тренування, лишається 6 днів до зіткнення.
Команду розділяють на два загони, першим командує Стемпер, другим — Фрост. На двох експериментальних шаттлах під назвами «Свобода» і «Незалежність» ці загони на чолі з пілотами NASA, загалом 14 людей, повинні здійснити дозаправку на російській орбітальній станції «Мир», облетіти Місяць і висадитися на астероїд, після чого пробурити свердловину, закласти заряд, покинути астероїд і здійснити дистанційний підрив. Все це потрібно зробити до того, як астероїд подолає «нульовий рубіж», після якого зіткнення стане неминучим.
Ще один уламок астероїда падає поблизу Китаю. Президент США звертається до нації з промовою, де заявляє, що людство має технології, здатні відвернути Армагеддон, що з'явилися завдяки жазі до знань і мужності попередників. Ей Джей перед відльотом обіцяє Грейс одружитися з нею, коли повернеться.
Шаттли злітають і прибувають на станцію «Мир», де мешкає лише один російський космонавт Лев Андропов. Однак, обладнання станції виявляється зношеним і спершу ламається важіль керування дозаправкою, а потім стається коротке замикання. Ей Джей, вручну забезпечуючи подачу палива, застрягає в паливному відсіку, Лев рятує його і обоє ледве встигають дістатися до шаттла. Астронавти відлітають до того, як станція руйнується й вибухає.
Шаттли здійснюють маневр навколо Місяця, щоб розігнатися в його гравітаційному полі. На шляху виявляються уламки астероїда, захоплені тяжінням Місяця. «Незалежність», намагаючись ухилитися від осколків, збивається з курсу, шаттл зазнає численних пошкоджень і врізається в астероїд. Обидва пілоти, а також бурильники Оскар і Нунан, гинуть, виживають Ей Джей, Бугай і Лев. Грейс, котра лишилася на Землі, вважає, що її наречений загинув.
«Свобода» тим часом приземляється в залізистій місцевості, яку неможливо пробурити — бури ламаються об породу. Президент США, дізнавшись про це, наказує підірвати бомбу на поверхні астероїда з допомогою супутника, попри обурення Грейс. Вцілілі астронавти з «Незалежності» сідають в «Армадила» та вирушають до команди Стемпера. Дорогою їх підкидає витік газу з поверхні, що ледве не знищує всюдихід, натомість дозволяє подолати скелі. Стемпер виявляє, що сигнал супутника ввімкнув таймер вибуху. Пілот Шарп зізнається, що знав про такий план, тоді Гаррі погрожує йому пістолетом, щоб той вимкнув таймер. Той не піддається, але Стемпер словами переконує знешкодити бомбу, закликаючи не полишати бути командою. Таймер вдається зупинити за 3 секунди до вибуху.
Астронавти продовжують буріння, але незабаром бур потрапляє в «газову кишеню», вибух руйнує бур і вбиває Макса. Стемпер повідомляє, що місія провалена, на планеті починається паніка, яку посилює падіння уламка астероїда на Париж. Тоді прибуває другий «Армадил» зі своїм буром. Об'єднаній команді вдається досягнути глибини в 245 метрів. До того часу лишається 38 хвилин, Ей Джей спускається до свердловини аби встановити бомбу на дні. Тоді місце операції накриває хмара уламків, убиваючи Грубера, і стається землетрус, що пошкоджує бомбу. Герої обирають хто лишиться на астероїді підірвати бомбу вручну. Жереб випадає Ей Джеєві.
Стемпер викликається супроводити Ей Джея, але вириває з його скафандра кисневий шланг і заштовхує до шаттла. Він благословляє його весілля з Грейс, каже, що пишається Ей Джеєм, і прощається з дочкою по відеозв'язку. «Свобода» відлітає з астероїда, а Стемпер підриває бомбу за кілька секунд до перетину «нульового бар'єру». Вибух розколює астероїд надвоє, великі осколки пролітають повз Землю, а дрібні згорають в атмосфері.
Шаттл успішно приземляється поки людство святкує порятунок. Ей Джей одружується з Грейс, а на їхньому весіллі в першому ряду гостей встановлюють фотографії загиблих членів екіпажів.

## У ролях

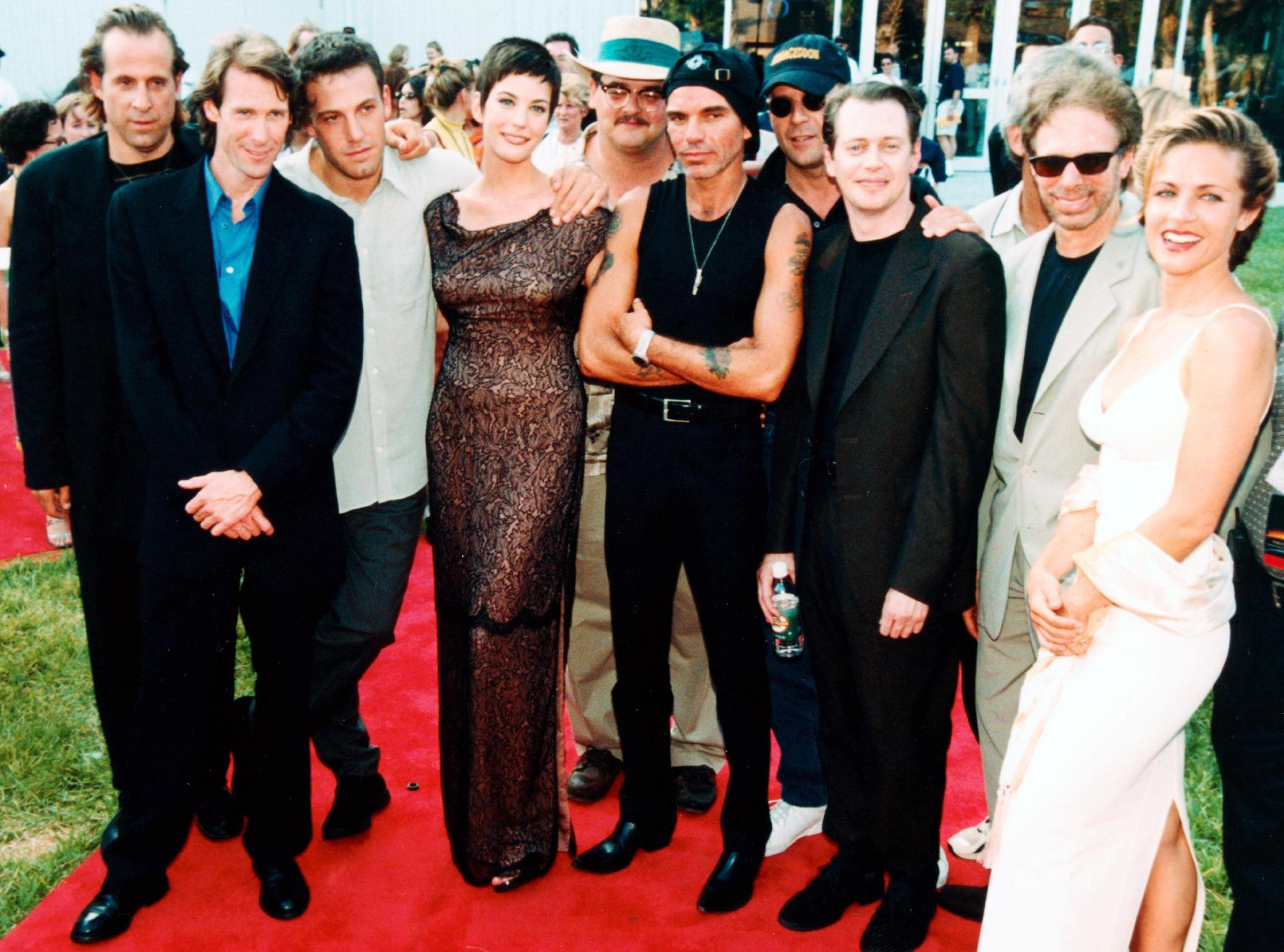
Актори і творці фільму на його прем'єрі

- Брюс Вілліс — Гаррі Стемпер
- Бен Аффлек — Ей Джей Фрост
- Лів Тайлер — Грейс Стемпер
- Вілл Паттон — Чарлі Чаппл
- Біллі Боб Торнтон — Ден Трумен, директор NASA
- Стів Бушемі — Рокгаунд
- Вільям Фіхтнер — полковник Вільям Шарп
- Оуен Вілсон — Оскар Чой, геолог
- Майкл Кларк Дункан — Дж. Отіс
- Петер Стормаре — російський космонавт Лев Андропов
- Кен Гадсон Кемпбелл — Макс Леннерт
- Джессіка Стін — пілот Дженніфер Воттс
- Кейт Девід — генерал Кімсі
- Джейсон Айзекс — Рональд Квінсі, дослідник
- Майкл Бей — робітник НАСА
- Чарлтон Гестон — оповідач (голос)

## Виробництво

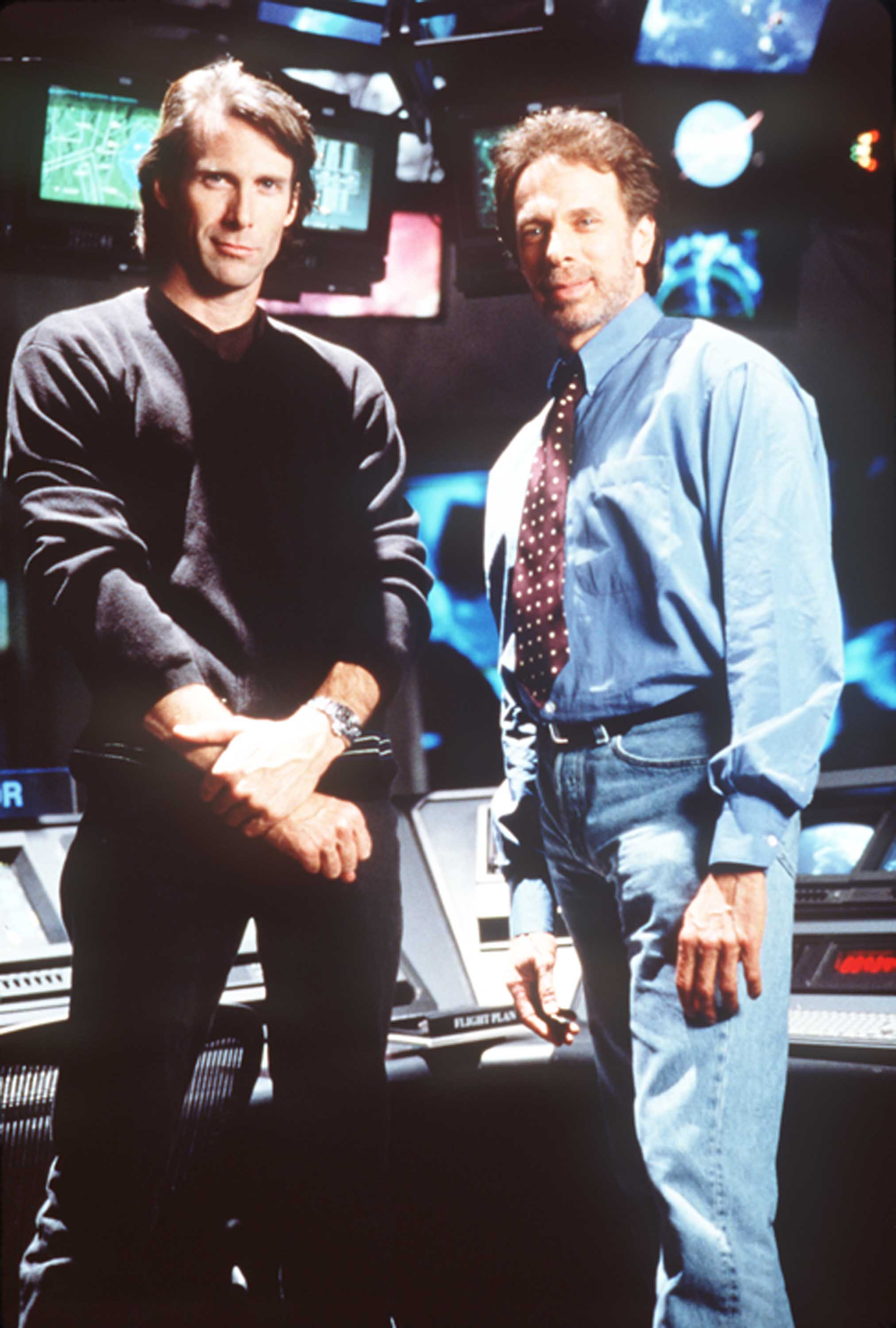
Майкл Бей і Джеррі Брукхаймер у 1998 році

### Сценарій
У 1968 році японська кіноіндустрія випустила науково-фантастичний фільм «Зелений слиз» (1968). Основним сюжетом перших тридцяти хвилин став астероїд, що летів до Землі. Він зруйнував би планету, тому команда астронавтів направлена до нього. Вони розміщують атомну бомбу всередині астероїда, яка детонує, знищує космічний об'єкт і рятує Землю. За збігом обставин, через двадцять дев'ять років це основний сюжет фільму «Армагеддон».
Оригінальний сценарій спочатку не містив романтичних відносин між Ей Джеєм і Грейс, а замість цього приділяв більше уваги Трумену. Проте кохання і романтику додали після успіху «Титаніка» (1997) у дівчат-підлітків. Більшість романтичних сцен написані Скоттом Розенбергом і були зняті в кінці виробництва.
Біллі Боб Торнтон розповів Майклу Бею свою версію передісторії Трумена. Вона полягала в тому, що той був на шляху, щоб приєднатися до NASA, як астронавт, але зазнав пошкодження нерва в молодості, тому був здатний виконувати тільки функції адміністратора. Бею сподобалася така ідея, і у фільмі з'явилася сюжетна сцена, коли показується металева скоба на нозі Трумена.

### Кастинг
Лів Тайлер двічі відмовлялася від ролі Грейс Стампер, перш ніж остаточно погодилася на неї. Мілла Йовович і Робін Райт відмовилися від ролі Грейс Стемпер, а Арнольд Шварценеггер розглядався на роль Гаррі Стемпера.
Майкл Бей зіграв у фільмі камео: він з'являється у ньому як науковець НАСА. Показаний після того, як Карл просить назвати астероїд «Дотті».
Стенлі Андерсон, який грає президента США, також грав президента США в х/ф «Скеля» (1996).
Брюс Вілліс прийшов у фільм, коли вирішив, що знімання комедії, в якій знімався, під назвою «Бродвейський буян» не можуть відновитися, і тому шукав спосіб, щоб вийти з проєкту. Тодішній голова Діснею, Джо Рот, вирішив тоді укласти з Віллісом угоду: Брюс зніматиметься в «Армагеддоні» і двох майбутніх фільмах для студії, і в обмін студія Діснея компенсуватиме витрати скасованих проєктів як аванс проти його первісної заробітної плати. Два фільми з Віллісом пізніше відповідно до цієї угоди були «Шосте відчуття» (1999) та «Невразливий» (2000).
Коли Стіва Бушемі запитали, чому він знімався у цьому фільмі, Стів відповів: «Я хотів великий будинок». Бушемі, Майкл Кларк Дункан, Кріс Елліс і Шоуні Сміт з'явилися разом у х/ф «Острів» (2005), режисером якого є також Майкл Бей. Брюс Вілліс і Пітер Стормаре з'явилися у фільмі «Меркурій у небезпеці» (1998). Стів Бушемі і Пітер Стормаре з'явилися разом у фільмі «Фарго» (1996). Біллі Боб Торнтон пізніше буде зніматися в т/с «Фарго» (2014).
Бен Аффлек пізніше буде працювати з Лів Тайлер в романтичній комедії «Дівчина з Джерсі» (2004).
Лів Тайлер знімалася в «Армагеддоні» одночасно з фільмом «Планкетт і Маклейн» (1999), тому акторка часто літала з Лос-Анджелеса до місця знімання у Чехії.
Попри те, що Майкл Кларк Дункан грає одного з центральних персонажів, його ім'я не відображається у початкових титрах.

### Знімання
Дізнавшись про передумови фільму, Бен Аффлек поцікавився у Майкла Бея: «Чи не було б NASA легше навчити астронавтів свердлити, ніж тренувати бурильників бути астронавтами?» Режисер сказав на це Аффлеку заткнутися.
Через патріотичну тематику сценарію й успіх, який мав схожий за настроєм фільм «Найкращий стрілець» (1986), продюсери переконали NASA, щоб режисер Майкл Бей і компанія знімали «Армагеддон» в космічному агентстві, хоча й обмежено. Список сцен включав нейтральну плавучу лабораторію, басейн завглибшки 40 футів і 65 млн галонів, використовуваний для підготовки астронавтів у стані невагомості, використання двох $10 млн скафандрів. Знімальній команді також дозволили знімати на історичному стартовому майданчику, що вийшов з ладу після катастрофи Аполлона 1. Деякі сцени зняті на базі повітряних сил Едвардс в штаті Каліфорнія.
Знімальній команді також дозволили знімати у верхній частині реального стартового майданчика, до якого був пристикований справжній космічний корабель. Єдина умова полягала в тому, що вони не заходитимуть у сам човник. Бен Аффлек зізнався, що зайшов всередину апарата на короткий проміжок часу, перш ніж техніки NASA наказали йому негайно вийти з космічного корабля.
Брюс Вілліс отримав трейлер, в якому розмістився повний робочий тренажерний зал, за приблизною вартістю сто сімдесят п'ять тисяч доларів. Як повідомляється, він ніколи не використовувався.
Під час знімання цього фільму акторський склад та знімальна команда працювали з обладнанням вартістю близько дев'ятнадцяти мільярдів доларів, включаючи реальну нафтову установку та реальний космічний корабель.
Це перший фільм, в якому акторам було дозволено використовувати справжні скафандри НАСА. Актори стали єдиними цивільними особами, які коли-небудь носили скафандри NASA. Кожен з них коштував понад $3 млн.
Брюс Вілліс тримав фото своєї дочки перед собою, щоб зіграти фінальні кадри у фільмі; це допомогло йому плакати за сюжетом під час прощання з Грейс.
Після того як Рокгаунд впадає у стан космічного слабоумства, команда обгортає його скотчем. Такий протокол НАСА дійсно існує для іммобілізації божевільного члена екіпажу.

## Реліз
У трейлерах шаттли, які в них запускаються, — це реальні космічні човники, а не ті, що з'являються у фільмі.
Бен Аффлек практично відрікся від фільму, навіть неодноразово висміюючи його в коментарях.

### Альтернативні версії
- У версіях двох DVD-дисків представлена довга режисерська версія фільму з додаванням діалогів та кадрів, включаючи сцену між Гаррі Стемпером і його батьком. В комплект входить DVD із додатковим матеріалом, видаленими сценами та кадрами, як знімали фільм.
- Телевізійна версія завершується на злітній смузі після повернення екіпажу шаттла. Весілля та пов'язане з ним «домашнє кіно» не показані.
- Британська телепрем'єра на 5 каналі (березень 2002 р.) виключила метеорний дощ.
- Американська телеверсія видалила 5-секундну сцену Всесвітнього торгового центру, пошкодженого та в полум'ї після метеорного дощу. Крім того, скорочена сцена бомбардування метеорами другої башти Всесвітнього торгового центру.[2]

## Сприйняття

### Критика
На агрегаторі кінорецензій «Rotten Tomatoes» фільм зібрав середню оцінку 38 % від критиків, але 73 % від пересічних глядачів. Фільм включений до списку «Найбільш ненависних» кінокритика Роджера Еберта.
Двейн Бірдж для журналу «The Hollywood Reporter» писав, що з технічного боку фільм чудовий, спецефекти та звук розміщені дуже доречно та не викликають відчуття штучності. Брюс Вілліс зіграв достовірну в емоційному плані та героїчну постать, а «команда сценаристів зібрала ідеальну суміш вишуканої та грубої історії, включаючи наукові факти, особисту драму, романтику, гумор і фонтан нестандартних дивацтв, які викручують цю формулу на цілковито новий максимум».
Протилежної думки був Стівен Гантер, який у рецензії для газети «The Washington Post» розкритикував, що фільм перевантажений метушінням у тумані, незрозумілими діями з обладнанням, іскрами й вибухами. Його наповнення не змінюється від початку до кінця і через те емоційні моменти виглядають настільки чужими, що хочеться вболівати за астероїд. Вілліс «хороший у тій частині, що вимагає здебільшого гримас і гарчання», а Біллі Боб Торнтон «досить непоганий у ролі голови NASA», проте інші актори набагато менш підхожі для своїх ролей.
Фільм розкритикував український космонавт Леонід Каденюк: «Армагеддон» знімався у мене на очах, коли я проходив підготовку в США. Одного разу ми приїхали на мис Канаверал, на чергове тренування, і там проходять зйомки. Наш корабель «Колумбія» був живою декорацією в цьому фільмі. Сама ідея фільму дуже хороша і актуальна. Але сам фільм я сприймав дуже погано. Там було багато вибухів, а такого не буває. Вони показали російську орбітальну станцію, полковника у папасі — це мені не сподобалося. Насправді, американські астронавти з великою повагою ставляться до російських космонавтів".
Російський історик космонавтики Антон Первушин прокоментував фільм: «Очевидне нехтування законами фізики та елементарної логіки …. На станції діє штучна сила тяжіння, що має на увазі або безперервне і дуже швидке обертання „Миру“ (неможливе через його конструктивні особливості), або наявність фантастичних гравітаторів. По станції тиняється напівп'яний космонавт Лев Андропов, який, на відміну від американських колег, виглядає куди більш освіченим — адже він прожив на „Мирі“ 18 місяців, а вони розвалили станцію за півгодини. Про прекрасну акустику в космосі і відсутність сили протидії, яка дорівнює силі дії, я вже й не кажу».
NASA показує цей фільм під час підготовки своїх управлінських кадрів. Новим потенційним менеджерам дається завдання визначити якомога більше помилок. Було знайдено, щонайменше, 168. З-поміж них: штучна гравітація на космічній станції спрямована її обертанням у бік підлоги, а повинна — відцентрово і бути сильнішою по краях станції; позаяк її створює обертання станції, для створення показаного тяжіння знадобилося б 8 обертів на хвилину, а це унеможливлює пристикування шаттла; головні двигуни шаттлів постійно працюють у космосі, що безглуздо, бо шаттли не зустрічають опору атмосфери; шаттл злітає з астероїда горизонтально, як літак, але це мало б сенс лише в атмосфері, щоб створити підйому силу; незадовго до зльоту шаттлів показано людей в усьому світі, і всюди триває день; на поверхні астероїда горять уламки, але це неможливо, бо там немає кисню; обличчя Ей Джея виявляється чимось вимазаним, коли він носить закритий скафандр; положення закрилків шаттла вказується у відсотках, а повинне в градусах.

### Касові збори
«Армагеддон» вийшов 1 липня 1998 року в 3127 кінотеатрах США та Канади. Він посів перше місце в касі під час першого вікенду загальною сумою $36 млн. Збори у США і Канаді склали $201,6 млн та $352,1 млн — в інших країнах. Загалом фільм зібрав $553,7 млн.